# Balkan Insight
Balkan Insight (kurz BI) ist eine Nachrichtenwebsite auf der Balkanhalbinsel. Sie wurde durch das Balkan Investigative Reporting Network (BIRN), das beabsichtigt, auf dem Balkan eine professionelle und unabhängige Berichterstattung zu fördern, im Herbst 2007 initiiert und ist deren Publikationsorgan. Sie bietet Beiträge aus Albanien, Bosnien und Herzegowina, Bulgarien, Kosovo, Kroatien, Montenegro, Nordmazedonien, Rumänien und Serbien an. Balkan Insight fördert ausgewogene Berichterstattung in englischer Sprache nach internationalen journalistischen Standards, mitunter durch Ausbildung von Journalisten.
Neben örtlichen Autoren und Journalisten umfasst die Redaktion auch westeuropäische und amerikanische Persönlichkeiten aus Politik und Wissenschaft. Zu den Förderern von Balkan Insight zählen laut eigenen Angaben insbesondere Regierungen und Nichtregierungsorganisationen (NRO) westlicher Staaten wie beispielsweise das niederländische Außenministerium, das National Endowment for Democracy (NED) oder der Rockefeller Brothers Fund.
Balkan Insight sei ein „vielbeachtetes Internetportal“ (NZZ) und die Organisation BIRN werde „wegen ihrer Unabhängigkeit und Seriosität geschätzt“ (NZZ).